# Théodora (fille de Constantin VII)
Pour les articles homonymes, voir Théodora.
Théodora (en grec: Θεοδώρα; né c. 946) était une impératrice byzantine et la seconde épouse de Jean Ier Tzimiskès,,. Elle était la fille de Constantin VII et d'Hélène Lécapène. Ses grands-parents maternels étaient Romain Ier Lécapène et Théodora.

## Biographie
Dans la lignée des chroniques de Théophane le Confesseur, d'autres auteurs ont continué à écrire durant le règne du père de Théodora, Constantin VII. Ces travaux ont été consolidés dans la chronique Théophane continué. Cette chronique, qui se termine en 961, apporte un éclairage sur la vie de Théodora, après que son père soit décédé le 9 novembre 959. Il est notamment indiqué que c'est son frère Romain II qui lui succède sur le trône. Son épouse Théophano Anastaso l'aurait convaincu d'envoyer ses cinq sœurs au couvent de Kanikleion. Théodora et ses sœurs Zoé, Agathe, Théophano et Anne résident initialement toutes à Kanikleion, avant d'être séparées. Théodora, Zoé et Théophano sont envoyées au monastère d'Antiochus tandis qu'Agathe et Anne sont envoyées à Myrelaion, un monastère construit par son grand-père maternel.
Alors que les sœurs poursuivent leur vie monastique, des changements importants ont lieu à la cour impériale. Romain II meurt le 15 mars 963. Ses co-dirigeants et successeurs, sont Basile II et Constantin VIII et ne sont pas encore majeurs. Leur mère assure la régence jusqu'à son mariage avec le général victorieux Nicéphore II Phocas. Nicéphore monte alors sur le trône en tant qu'empereur senior. Cependant Théophano et Jean Tzimiskès, le neveu de Nicéphore et amant de Théophano, organisent son assassinat dans la nuit du 10 au 11 décembre 969.
Jean devient lors empereur senior à la place de Nicéphore. Poussé par le patriarche Polyeucte de Constantinople, Jean envoie ensuite Théophano en exil sur l'île de Pringipos. Jean avait contracté un premier mariage avec Marie Sklérina, ce qui lui avait permis de solidifier son alliance avec le général Bardas Sklèros, mais la loyauté du reste de l'Empire Byzantin n'était pas assurée pour autant. Jean décide alors de rectifier la situation en libérant Théodora du monastère de Myrelaion et organise leur mariage. Selon Léon le Diacre, le mariage de Théodora et Jean Ier a lieu en novembre 971. L'ouvrage « Cambridge Medieval History. Vol. IV, L'Empire Byzantin » (1966) écrit par Jean M. Hussey indique que de ce mariage naît une fille, nommée Théophano Kourkouas.
Jean Ier Tzimiskès meurt le 10 janvier 976. La date de la mort de Théodora n'est quant à elle pas indiquée dans les sources médiévales.

## Source de la traduction
- (en) Cet article est partiellement ou en totalité issu de l’article de Wikipédia en anglais intitulé « Theodora, daughter of Constantine VII » (voir la liste des auteurs).